# 瀬央ゆりあ
瀬央 ゆりあ（せお ゆりあ、6月15日 - ）は、宝塚歌劇団雪組に所属する男役。雪組2番手スター。
広島県広島市、広島女学院高等学校出身。身長172cm。愛称は「せおっち」、「なおみ」。

## 来歴
2007年、宝塚音楽学校入学。
2009年、音楽学校卒業後、宝塚歌劇団に95期生として入団。入団時の成績は40番。宙組公演「薔薇に降る雨／Amour それは…」で初舞台。その後、星組に配属。
2015年、北翔海莉・妃海風トップコンビ大劇場お披露目となる「ガイズ&ドールズ」で、新人公演初主演。新人公演最終学年となる入団7年目のラストチャンスでの抜擢となった。
2018年の「New Wave!-星-」で、紫藤りゅうとバウホール公演ダブル主演。続く「デビュタント」でバウホール公演単独初主演。
2019年の「龍の宮物語」で2度目のバウホール公演単独主演。
2022年の「ザ・ジェントル・ライアー」（KAAT神奈川芸術劇場公演）で、東上公演初主演。当初はバウホールでも上演が予定されていたが、新型コロナウイルスの影響により公演休止となった。
2023年8月28日付で専科へと異動。
2024年12月29日付で専科から雪組へ異動。2025年3月12日からの雪組宝塚大劇場公演「ROBIN THE HERO／オーヴァチュア！」より雪組生として出演。

## 人物
中学時代、幼稚園まで教わっていたピアノ教師と街で偶然再会し、その教師が宝塚好きだったことから宝塚の存在を知り、音楽学校を受験した。
自分がこの道に進みたいのかどうかは分からなかったが、単純に落ちたことが悔しくて受験を続け、3度目の受験で合格を果たした。

## 主な舞台

### 初舞台
- 2009年4 - 5月、宙組『薔薇に降る雨』『Amour それは…』（宝塚大劇場のみ）

### 星組時代
- 2009年6 - 9月、『太王四神記 Ver.II』
- 2010年1 - 3月、『ハプスブルクの宝剣』『BOLERO』
- 2010年8月、『摩天楼狂詩曲（ニューヨークラプソディー）〜君に歌う愛〜』（バウホール）
- 2010年10 - 12月、『宝塚花の踊り絵巻』『愛と青春の旅だち』
- 2011年1 - 2月、『メイちゃんの執事』（バウホール・日本青年館）
- 2011年4 - 7月、『ノバ・ボサ・ノバ』『めぐり会いは再び』
- 2011年8 - 9月、『ランスロット』（バウホール） - ガレス
- 2011年11 - 2012年2月、『オーシャンズ11』 - ボーイ、新人公演：ディック（本役：麻央侑希）
- 2012年5 - 8月、『ダンサ セレナータ』 - 新人公演：ジルベルト（本役：碧海りま）『Celebrity』
- 2012年9月、『ジャン・ルイ・ファージョン-王妃の調香師-』（バウホール・日本青年館） - ジュリアン
- 2012年11 - 2013年2月、『宝塚ジャポニズム〜序破急〜』『めぐり会いは再び 2nd〜Star Bride〜』 - 新人公演：ルーチェ（本役：礼真琴）『Étoile de TAKARAZUKA（エトワール ド タカラヅカ）』 - 新人公演：ヴァルゴオムA（歌手）（本役：壱城あずさ）／プティタミ（本役：十碧れいや）
- 2013年3 - 4月、『南太平洋』（ドラマシティ・日本青年館） - トム・オブライエン
- 2013年5 - 8月、『ロミオとジュリエット』
- 2013年9 - 10月、柚希礼音スペシャル・ライブ『REON!!II』（東京国際フォーラム・博多座）
- 2014年1 - 3月、『眠らない男・ナポレオン-愛と栄光の涯（はて）に-』 - 新人公演：マルモン（本役：紅ゆずる）[6]
- 2014年5 - 6月、『かもめ』（バウホール） - メドヴェージェンコ
- 2014年7 - 10月、『The Lost Glory -美しき幻影-』 - エリオット、新人公演：ロナルド・マーティン（本役：紅ゆずる）『パッショネイト宝塚!』
- 2014年11月、柚希礼音スーパー・リサイタル『REON in BUDOKAN〜LEGEND〜』（日本武道館）
- 2014年12月、『アルカサル〜王城〜』（バウホール） - ロドリゲス
- 2015年2 - 5月、『黒豹（くろひょう）の如（ごと）く』 - エンリケ、新人公演：マリオ・フェルネスト（本役：壱城あずさ）『Dear DIAMOND!!』
- 2015年6 - 7月、『キャッチ・ミー・イフ・ユー・キャン』（赤坂ACTシアター・ドラマシティ） - ジョニー・ドラー
- 2015年8 - 11月、『ガイズ&ドールズ』 - 新聞売り、新人公演：スカイ・マスターソン（本役：北翔海莉） 新人公演初主演[7][5]
- 2016年1月、『鈴蘭（ル・ミュゲ）-思い出の淵から見えるものは-』（バウホール） - ヴィクトル
- 2016年3 - 6月、『こうもり』 - アルゴン『THE ENTERTAINER!』
- 2016年7月、『One Voice』（バウホール）
- 2016年8 - 11月、『桜華に舞え』 - 別府晋介『ロマンス!! (Romance)』
- 2017年1月、『オーム・シャンティ・オーム-恋する輪廻-』（東京国際フォーラム） - パップー
- 2017年3 - 6月、『THE SCARLET PIMPERNEL（スカーレット ピンパーネル）』 - アルマン・サン・ジュスト
- 2017年7 - 8月、『阿弖流為-ATERUI-』（ドラマシティ・日本青年館） - 坂上田村麻呂
- 2017年9 - 12月、『ベルリン、わが愛』 - ロルフ・シェレンベルク『Bouquet de TAKARAZUKA（ブーケ ド タカラヅカ）』
- 2018年2月、『ドクトル・ジバゴ』(ドラマシティ・TBS赤坂ACTシアター) - パーヴェル・パーヴロヴィチ・アンチーポフ（パーシャ）
- 2018年4 - 7月、『ANOTHER WORLD』 - 赤鬼赤太郎『Killer Rouge（キラー ルージュ）』
- 2018年8 - 9月、『New Wave!-星-』（バウホール） バウW主演[7][8]
- 2018年10月、『デビュタント』（バウホール） - イヴ バウ主演[8][7]
- 2019年1 - 3月、『霧深きエルベのほとり』 - マルチン『ESTRELLAS（エストレ―ジャス）〜星たち〜』
- 2019年5月、『鎌足-夢のまほろば、大和（やまと）し美（うるわ）し-』（ドラマシティ・日本青年館） - 中大兄皇子
- 2019年7 - 10月、『GOD OF STARS -食聖-』 - ニコラス『Éclair Brillant（エクレール ブリアン）』[10]
- 2019年11 - 12月、『龍の宮（たつのみや）物語』（バウホール） - 伊予部清彦 バウ主演[10][9]
- 2020年2 - 3月、『眩耀（げんよう）の谷〜舞い降りた新星〜』 - 謎の男『Ray-星の光線-』（宝塚大劇場）[13]
- 2020年7 - 9月、『眩耀（げんよう）の谷〜舞い降りた新星〜』 - 謎の男『Ray-星の光線-』（東京宝塚劇場）
- 2020年12月、『シラノ・ド・ベルジュラック』（ドラマシティ） - クリスチャン・ド・ヌーヴィレット男爵[14]
- 2021年2 - 5月、『ロミオとジュリエット』 - ベンヴォーリオ[注釈 1]／ティボルト[注釈 2][3]
- 2021年7月、『VERDAD（ヴェルダッド）!!』（舞浜アンフィシアター）
- 2021年9 - 12月、『柳生忍法帖』 - 漆戸虹七郎『モアー・ダンディズム!』[3]
- 2022年2月、『ザ・ジェントル・ライアー〜英国的、紳士と淑女のゲーム〜』（KAAT神奈川芸術劇場） - アーサー（ゴーリング卿） 東上初主演[3][11]
- 2022年4 - 7月、『めぐり会いは再び next generation-真夜中の依頼人（ミッドナイト・ガールフレンド）-』 - レグルス・バートル『Gran Cantante（グラン カンタンテ）!!』
- 2022年9月、『モンテ・クリスト伯』 - フェルナン『Gran Cantante（グラン カンタンテ）!!』（全国ツアー）[15]
- 2022年11 - 2023年2月、『ディミトリ〜曙光に散る、紫の花〜』 - ジャラルッディーン『JAGUAR BEAT-ジャガービート-』
- 2023年3 - 4月、『バレンシアの熱い花』 - ラモン・カルドス『パッション・ダムール・アゲイン!』（全国ツアー）
- 2023年6 - 8月、『1789-バスティーユの恋人たち-』 - シャルル・ド・アルトワ伯爵[16]

### 専科時代
- 2024年1 - 2月、『HiGH&LOW THE 戦国』（THEATER MILANO-Za） - 村上吏希丸 外部出演[17]
- 2024年11 - 12月、雪組『愛の不時着』（東京建物 Brillia HALL・梅田芸術劇場） - ク・スンジュン

### 雪組時代
- 2025年3 - 6月、『ROBIN THE HERO』 - ガイ・ギズボーン『オーヴァチュア!』[12]
- 2025年8 - 9月、『An American in Paris（パリのアメリカ人）』（御園座） - アンリ・ボウレル
- 2025年11 - 2026年2月、『ボー・ブランメル〜美しすぎた男〜』『Prayer〜祈り〜』

## 出演イベント
- 2015年3月、夢咲ねねミュージック・サロン『N-style』[18]
- 2016年10月、妃海風ミュージック・サロン『Princesa!!』[19]
- 2016年12月、タカラヅカスペシャル2016『Music Succession to Next』
- 2018年12月、タカラヅカスペシャル2018『Say! Hey! Show Up!!』
- 2019年8月、綺咲愛里ミュージック・サロン『My Melody』[20]
- 2019年10月、第55回『宝塚舞踊会〜祝舞御代煌（いわいまうみよのきらめき）〜』[21]
- 2019年12月、タカラヅカスペシャル2019『Beautiful Harmony』
- 2024年7月、『宝塚巴里祭2024』 主演

## CM出演
- 2011年、アシックス『BC WALKER』[22]

## 受賞歴
- 2019年、『宝塚歌劇団年度賞』 - 2018年度努力賞[23]
- 2024年、『宝塚歌劇団年度賞』 - 2023年度努力賞[24]